# Felix Reda
Pour les articles homonymes, voir Reda (homonymie).
Felix Reda, né Julia Reda le 30 novembre 1986 à Bonn, est un homme politique allemand. Président des Jeunes Pirates européens d'août 2013 à mars 2014, il est député européen de 2014 à 2019.

## Biographie
Membre du Parti social-démocrate dès l'âge de 16 ans, il le quitte en 2009 quand il se positionne en faveur du blocage du Net et rejoint alors le Parti des pirates. De 2010 à 2012, il occupe le poste de président des Jeunes pirates allemands, avant de devenir le président fondateur des Jeunes pirates d'Europe (de) en août 2013. Il en abandonne la présidence en mars 2014.
Il obtient début 2014 son master en sciences politiques et en journalisme à l'université Johannes Gutenberg de Mayence.
En janvier 2014, il est élu à la première place de la liste du Parti des pirates pour les élections européennes de 2014. En mai 2014, il en devient l'unique représentant au Parlement européen.
Juste après les élections, il est contacté par trois des groupes parlementaires présents au Parlement Européen : l'ADLE, les Verts/ALE et la GUE/NGL. Dans la continuité des Pirates suédois, il choisit de rejoindre le groupe des Verts/ALE, dont il intègre le bureau, en tant que vice-président. Il ne se représente pas pour un second mandat.
Il décide de quitter le Parti pirate le 27 mars 2019 pour protester contre la candidature de son ancien assistant parlementaire cité dans une enquête pour harcèlement sexuel.
En janvier 2022, il annonce sa transition.

## Activité parlementaire

### Transparence
Felix Reda publie son premier podcast le 2 juin 2014. Intitulé Reda’s Digest, ce podcast est en allemand et en anglais.
Après s'être présenté, il annonce qu'il se concentrera particulièrement sur les principaux points qui ont amené à la création du Parti des pirates à savoir la réforme du droit d'auteur et des droits voisins (« copyright reform »).
Il publie également la liste des lobbyistes qu'il rencontre.

### Rapport quant à la directive 2001/29/CE

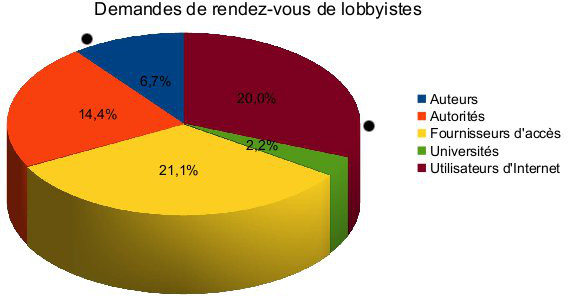
Répartition des rendez-vous demandés par les lobbyistes.

Felix Reda est chargé par le Parlement européen de préparer un rapport sur la mise en œuvre de la directive 2001/29/CE, concernant l'harmonisation du droit d'auteur en Europe. Sa nomination, qui crée la surprise, lui vaut les critiques de la ministre française de la Culture, Fleur Pellerin. Disponible le 19 janvier 2015 en ligne, le rapport vise à l'harmonisation du droit d'auteur, une adaptation de celui-ci aux usages actuels du public et des entreprises, et une protection juridique des œuvres des auteurs.
Dans le cadre de ce travail, particulièrement surveillé, l'eurodéputé assure avoir reçu 86 demandes de la part de lobbyistes, et assure qu'il a tout fait pour accorder le maximum d'attention à chacun. Les ayants droit ont obtenu 30,8 % de son temps, et les utilisateurs 25 %, soit autant que les autorités, les fournisseurs de services, 9,6 % , les auteurs 7,7 % et les autorités 25 %.